# Бараматі
Бараматі — місто і міська рада в дивізіоні Пуне, штат Махараштра, знаходиться на річці Карха.

## Принагідно
- Вікімапія

| Індія | Це незавершена стаття з географії Індії. Ви можете допомогти проєкту, виправивши або дописавши її. |